# Чемошур-Уча
Чемошу́р-Уча́ (рос. Чемошур-Уча) — присілок в Можгинському районі Удмуртії, Росія.
Урбаноніми:
- вулиці — Лучна
- заїзди — Лучний

## Населення
Населення — 210 осіб (2010; 193 в 2002).
Національний склад станом на 2002 рік:
- удмурти — 83 %